# Vila i Vall de Castellbò
Vila i Vall de Castellbò és una entitat municipal descentralitzada (EMD) del municipi de Montferrer i Castellbò, situada a la Vall de Castellbò. El nucli principal de l'entitat descentralitzada és la vila de Castellbò.
La Vall de Castellbò i la vila de Castellbò havien constituït municipi, tant junts com per separat. Fins al 1920 la Vall de Castellbò fou un municipi independent que no incloïa la vila de Castellbò, ambdós foren units el 1920 i posteriorment annexats el 1970 a Montferrer formant l'entitat municipal de Montferrer i Castellbò juntament amb d'altres com Aravell.
| Entitat de població      | Habitants (2019) |
| ------------------------ | ---------------- |
| Albet                    | 17               |
| Avellanet                | 1                |
| Carmeniu                 | 1                |
| Castellbò                | 82               |
| Sallent de Castellbò     | 1                |
| Sant Andreu de Castellbò | 16               |
| Santa Creu de Castellbò  | 16               |
| Saulet                   | 2                |
| Seix                     | 5                |
| Sendes                   | 0                |
| Solanell                 | 2                |
| Turbiàs                  | 5                |
| Vilamitjana del Cantó    | 49               |
| Font: Idescat            |                  |